# Nestwurzen
Die Nestwurzen bilden die Pflanzengattung Neottia in der Familie der Orchideen (Orchidaceae). Wie anhand der Blütenmorphologie schon lange vermutet und durch genetische Untersuchungen 2003 bestätigt, umfasst die Gattung auch die Arten der früheren Gattungen Listera (Zweiblatt) und Holopogon.

## Beschreibung und Ökologie

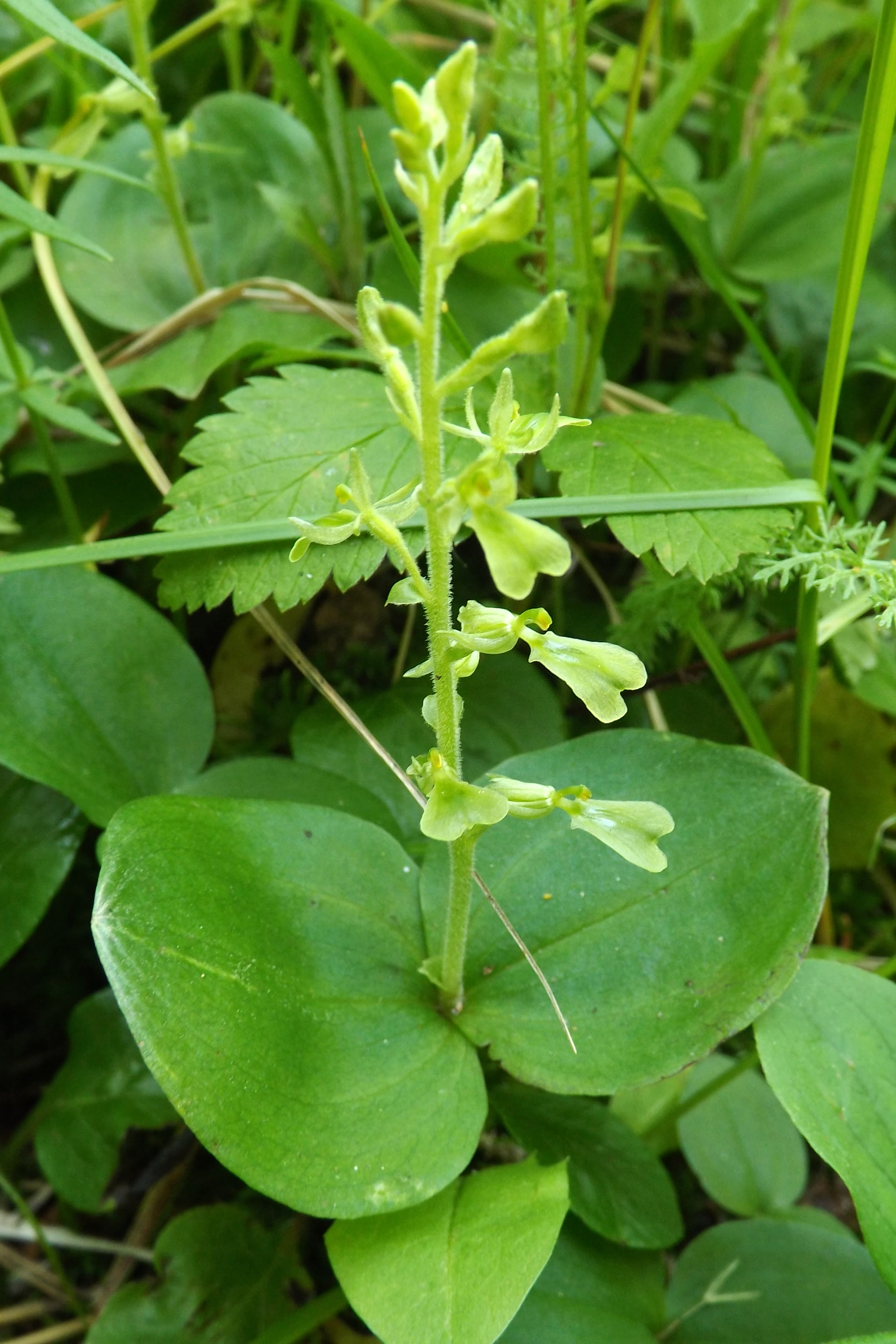
Neottia convallarioides

### Vegetative Merkmale
Neottia-Arten sind relativ kleine, ausdauernde krautige Pflanzen. Diese Rhizom-Geophyten bilden unverzweigte, kurze, dünne, horizontal kriechende Rhizome. Der Stängel ist entweder mit nur zwei gegenständigen oder fast gegenständigen Laubblättern beblättert oder völlig blattlos, diese Arten ernähren sich parasitisch von Pilzen (holomykotroph, früher oft auch Saprophyten genannt). Die beblätterten Arten wurden früher zur Gattung Listera und nur die unbeblätterten zur Gattung Neottia gerechnet. Zusätzlich befinden sich an der Stängelbasis mehrere zu Blattscheiden reduzierte Niederblätter. Die Laubblätter sind, wenn vorhanden, etwa in der Mitte des Stängels sitzend und eiförmig, dreieckig-eiförmig bis herzförmig.

### Generative Merkmale
Die meist relativ kleinen Blüten sitzen in einem endständigen, traubigen Blütenstand, ausnahmsweise kann dieser zu einer einzigen Blüte reduziert sein. Die haltbaren, häutigen Tragblätter sind kürzer als der gewöhnlich gedrehte (resupinate) Fruchtknoten.
Die zwittrigen Blüten sind zygomorph und dreizählig. Die Blütenhüllblätter sind gelbbraun, purpurfarben, rötlich oder grün. Die Sepalen sind frei, ausgebreitet und untereinander gleich gestaltet. Die Petalen sind meist etwas kleiner und kürzer als diese. Die Lippe ist deutlich länger und an der Spitze ausgerandet bis tief zweigespalten. Sie besitzt keinen Sporn, an ihrer Basis kann sich aber eine nektarführende Einsenkung befinden. Die Griffelsäule ist gerade oder schwach gebogen. Die Anthere sitzt auf einem extrem kurzen, unauffälligen Staubfaden am Hinterrand eines eingesenkten Antherenfachs (Clinandrium). Die beiden Pollinien sind längs gefurcht.

## Systematik und Verbreitung
Die Gattung Neottia wurde 1754 durch Jean Étienne Guettard in Histoire de l'Academie Royale des Sciences. Avec les Mémoires de Mathematique & de Physique "1750", Seite 374 aufgestellt. Typusart ist Neottia nidus-avis (L.) Rich., Basionym Ophrys nidus-avis L.. Da der Gattungsname Neottia früher publiziert wurde als Listera (1813 durch Robert Brown in W.T.Aiton), wurde bei der Vereinigung beider Gattungen dieser Name verwendet, obwohl die frühere Gattung Neottia in die frühere Gattung Listera eingeschachtelt ist und diese auch deutlich mehr Arten umfasst. Eine Festschreibung des Gattungsnamens Listera war durch die Arbeitsgruppe um den britischen Botaniker Richard M. Bateman erwogen worden, wurde aber verworfen, da unabhängig von ihnen bereits 12 Jahre vorher Dariusz L. Szlachetko die Gattungen aufgrund rein morphologischer Argumente unter Neottia vereinigt hatte. Beide Gattungen waren vorher als Subtribus Listerinae vereinigt worden. Bereits 1990 hatte Robert Louis Dressler festgestellt, dass beide auch als saprophytische und autotrophe Formen einer einzigen Gattung behandelt werden könnten, hatte aber vor der formalen Synonymisierung noch zurückgeschreckt.
Neottia bildet mit den Gattungen Aphyllorchis, Cephalanthera, Epipactis, Limodorum und Palmorchis die Tribus Neottieae innerhalb der Unterfamilie Epidendroideae (die früher ebenfalls dazugerechnete monotypische ostasiatische Gattung Thaia mit der einzigen Art Thaia saprophytica Seidenf. erwies sich in späteren Analysen als nicht dazugehörig), die knapp 200 Arten umfasst. Die Neottieae sind ein basaler Abzweig der Unterfamilie, deren Arten zahlreiche plesiomorphe Merkmale aufweisen. Innerhalb der Neottieae sind mixotrophe Arten, die neben der Ernährung durch Photosynthese Nährstoffe von Pilzen erhalten, weit verbreitet, es haben sich mehrfach konvergent daraus „saprophytische“ (mykotrophe, auch mykoheterotrophe oder holomykotrophe) Arten entwickelt, die die autotrophe Ernährung über grüne Blätter komplett aufgegeben haben.
Nach den genetischen Daten bildet die Gattung Neottia (unter Einschluss von Listera und Holopogon) eine klar abgegrenzte und deutlich durch die Daten unterstützte monophyletische Klade. Die mykotrophen Arten der ehemaligen Gattung Neottia s. str. (und Holopogon) bilden darin vermutlich eine monophyletische, in die frühere Gattung Listera eingeschachtelte Unterklade.

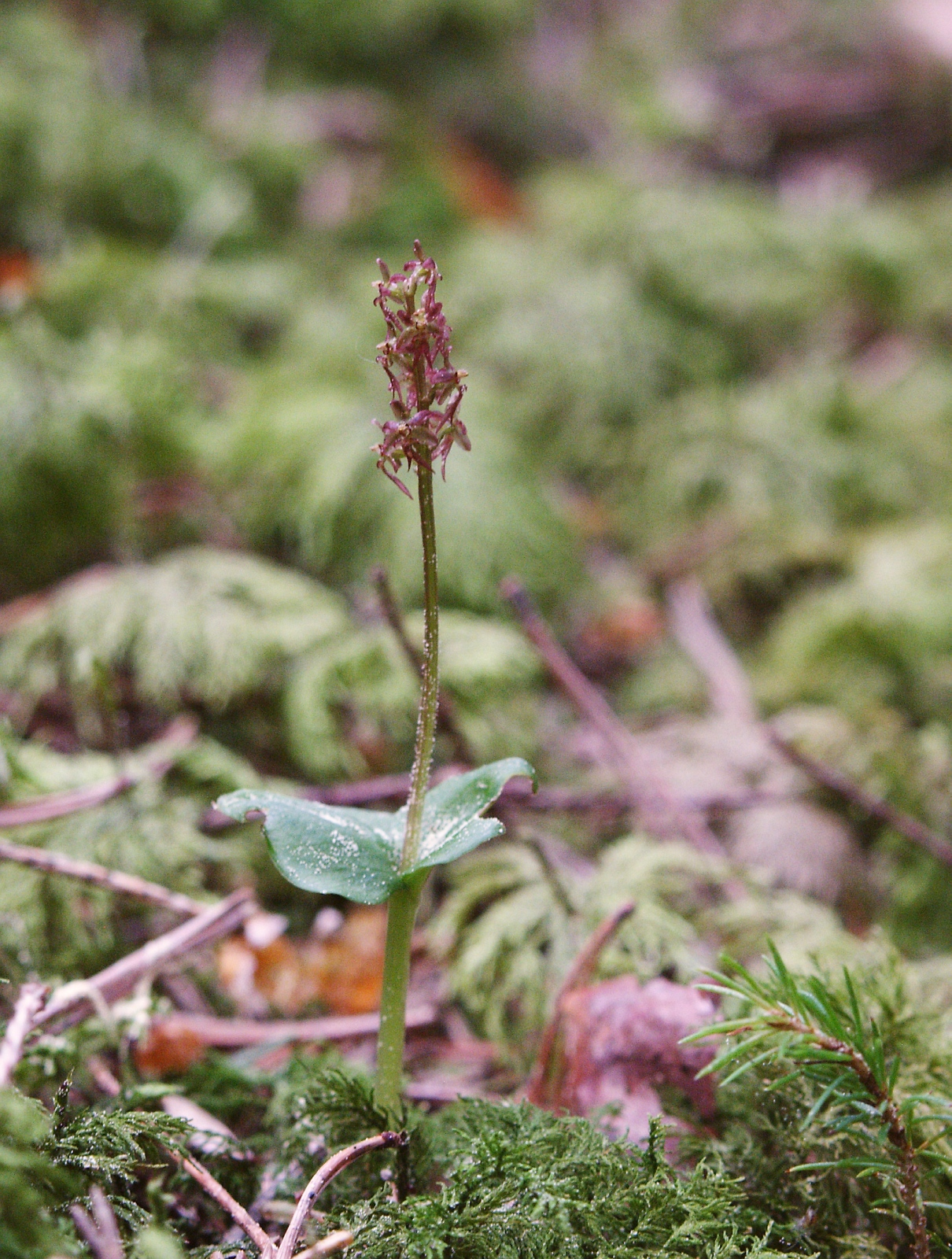
Kleines Zweiblatt (Neottia cordata)

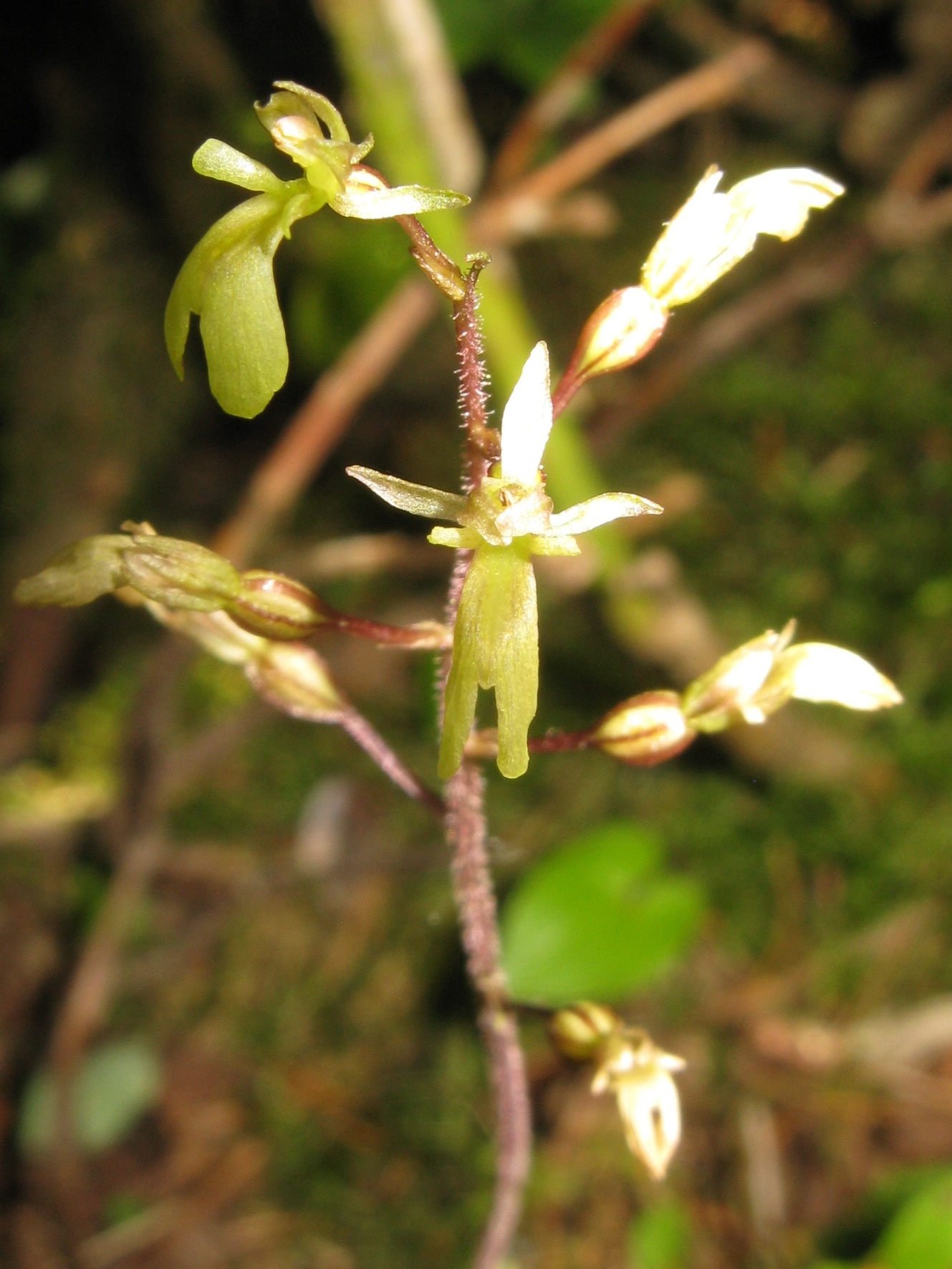
Neottia nipponica

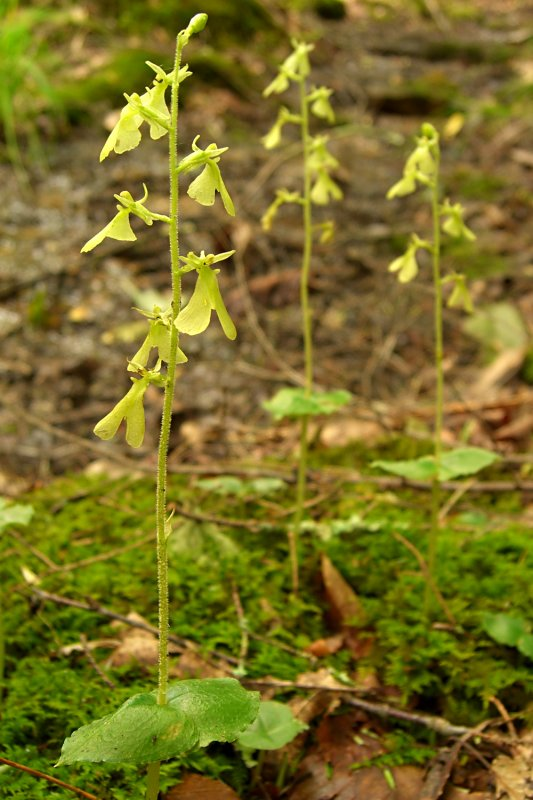
Neottia smallii

Es gibt etwa 60 Neottia-Arten, davon 14 mykotrophe ohne Blattgrün. Hier eine Auswahl:
- Neottia acuminata Schltr. (Syn.: Neottia asiatica Ohwi): Sie ist vom Himalaya bis ins gemäßigte Ostasien verbreitet.[7]
- Neottia alternifolia (King & Pantl.) Szlach. (Syn.: Listera alternifolia King & Pantl.): Sie kommt von Sikkim bis Yunnan vor.[7]
- Neottia camtschatea (L.) Rchb. f.: Sie kommt von Sibirien bis ins nördliche China vor.[7]
- Neottia convallarioides (Sw.) Rich.: Sie kommt von den Kommandeurinseln bis Kanada und den westlichen und nordöstlichen Vereinigten Staaten vor.[7]
- Kleines Zweiblatt (Neottia cordata (L.) Rich., Syn.: Listera cordata (L.) R.Br.): Sie gedeiht in den subarktischen bis gemäßigten Gebieten der Nordhalbkugel.[7]
- Neottia gaudissartii Hand.- Mazz.: Sie kommt in den chinesischen Provinzen Shanxi, Henan und Liaoning vor.[7]
- Neottia inayatii (Duthie) Schltr.: Sie kommt von Pakistan bis zum westlichen Himalaja vor.[7]
- Neottia kiusiana T.Hashim. & S.Hatus. (Syn.: Neottia hypocastanoptica Y.N.Lee): Sie kommt in Japan und in Korea vor.[7]
- Neottia listeroides Lindl.: Sie kommt von Pakistan bis China vor.[7]
- Neottia mackinnonii Deva & H.B.Naithani: Sie kommt im westlichen Himalaja vor.[7]
- Neottia megalochila S.C.Chen: Sie kommt in den chinesischen Provinzen Sichuan und Yunnan vor.[7]
- Neottia microglottis (Duthie) Schltr.: Sie kommt im westlichen und zentralen Himalaja vor.[7]
- Vogel-Nestwurz (Neottia nidus-avis (L.) Rich.): Sie kommt von Europa bis zum Iran und in Nordwestafrika vor.[7]
- Neottia nipponica (Makino) Szlach. (Syn.: Listera nipponica Makino): Sie kommt in Russlands fernem Osten, in Korea und Japan vor.[7]
- Großes Zweiblatt (Neottia ovata (L.) Bluff & Fingerh., Syn.: Listera ovata (L.) R.Br.): Sie kommt von Europa bis zum Himalaja vor.[7]
- Neottia pantlingii (W.W.Sm.) Tang & F.T.Wang: Sie kommt im östlichen Himalaja vor.[7]
- Neottia papilligera Schltr.: Sie kommt von Sibirien bis Japan vor.[7]
- Neottia smallii (Wiegand) Szlach.: Dieser Endemit kommt nur in den Appalachen vor.[7]
- Neottia smithiana Schltr. (Syn.: Neottia kungii Tang & F.T.Wang): Sie kommt in den chinesischen Provinzen Sichuan und Shaanxi vor.[7]
- Neottia tenii Schltr.: Sie kommt nur im nördlichen Yunnan vor.[7]
- Neottia ussuriensis (Kom. & Nevski) Soó: Dieser Endemit kommt nur im südlichen Teil der Region Primorje vor.[7]